# Jason Jones (programador)
Jason Jones (Estados Unidos, 1971) es un programador estadounidense, fundador junto a Alex Seropian de la empresa de videojuegos Bungie Software, en 1991.
Jones empezó a programar computadoras Apple en la escuela secundaria, ensamblando un juego de múltiples jugadores llamado Minotaur: The Labyrinths of Crete. Mientras asistía a la Universidad de Chicago, Jones se encontró con Seropian y los dos formaron una sociedad para publicar Minotaur.
Después del modesto éxito de Minotaur, Jones programó el siguiente juego de Bungie, Pathways Into Darkness.
Creadores del videojuego Halo

## Reacción crítica
Jones se enumera en la Next Generation Magazine en el top 100 de desarrolladores en 2006 y 2007.